# Jagan (Udmurcja)
Jagan (ros. Яган) – osiedle w Rosji, w Udmurcji, w rejonie małopurgińskim. W 2021 liczyło 1370 mieszkańców.